# Penpergwm
Penpergwm é uma vila localizada no sul de Gales, está ao longo da A40 road, a 3,9 milhas a sudeste de Abergavenny e 19 milhas a oeste de Monmouth. O lugar antigamente sediava uma estação ferroviária na Welsh Marches Line, no entanto, fora fechada em 1958.  A antiga casa de estação é agora uma residência privada.
O ex-político britânico Francis Pym nasceu em Penpergwm Lodge.